# Pressevertrieb
Unter Pressevertrieb versteht man die Verteilung von Presseerzeugnissen einschließlich der Werbung, des Verkaufs und der Auslieferung. Die Form des Pressevertriebs in Deutschland soll die aus Artikel 5 des Grundgesetzes für die Bundesrepublik Deutschland abgeleitete Pressefreiheit und Pressevielfalt gewährleisten. Dadurch haben sich im Vertrieb von Presseerzeugnissen Besonderheiten herausgebildet. 
- Vertriebswege für Presseerzeugnisse in Deutschland
  - Nationalvertrieb (Vertriebsdienstleister für einen Verlag)
  - Presse-Grosso (Belieferung über die Verlage bzw. einen Nationalvertrieb)
  - Einzelhandel (Belieferung über das Presse-Grosso)
  - Abonnementsverkauf, Abonnementzeitung
  - Lesezirkel
  - Werbender Buch- und Zeitschriftenhandel (WBZ)
  - Bahnhofsbuchhandel
  - Export

Der Einzelverkauf wird im Wesentlichen über den Presse-Grosso abgewickelt. Dieser ist mit rund 54 Prozent Marktanteil der dominierende Vertriebskanal im Pressevertrieb. Genauere Beschreibungen der einzelnen Vertriebswege finden sich unter den einzelnen Begriffen.